# Florence Desmond
Florence Desmond, nome artístico de Florence Dawson (31 de maio de 1905 – 16 de janeiro de 1993) foi uma atriz britânica, comediante e imitadora.
Nasceu em Londres, Inglaterra, em 1905. Ela apareceu extensivamente no rádio, teatro e, ocasionalmente, no cinema. Foi casada duas vezes, primeiro com o aviador Tom Campbell Black, de 1935 a 1936; e Charles Hughesdon, em 1937, com quem viveu no Dunsborough Park (em português:  Parque Dunsborough), em Ripley, Surrey. Ela morreu em Guildford, Surrey, em 1993, aos 87 anos, onde uma ala foi nomeada por ela no Hospital do St. Luke.

## Obras teatrais
- "Still Dancing", 1925-1926
- "This Year of Grace", 1928
- "Why Not To-night?", 1933-1934
- "Funny Side Up", 1939-1940
- "Apple Sauce", 1940-1941
- "If the Shoe Fits", 1946

## Filmografia
- "The Road to Fortune" (1930) ... como Toots Willoughby
- "Sally in Our Alley" (1931) ... como Florrie Small
- "The River House Guest" (1932) ... como Flo
- "Hoots Mon!" (1940) ... como Jenny McTavish
- "Three Came Home" (1950) ... como Betty Sommers
- "Charley Moon" (1956) ... como Mary Minton
- "Some Girls Do" (1969) ... como Lady Manderley